# Giuseppe Casciaro
Giuseppe Casciaro (Ortelle, 9 marzo 1861 – Napoli, 25 ottobre 1941) è stato un pittore italiano, considerato uno dei massimi paesaggisti italiani con la tecnica del pastello.

## Biografia

### I primi anni
Originario di Ortelle, in provincia di Lecce, Giuseppe Casciaro visse una infanzia travagliata per la prematura perdita del padre. Venne accudito da uno zio prete e da alcune zie, e fu avviato agli studi classici presso il liceo-ginnasio di Maglie. Fortemente portato per l'arte, si iscrisse anche alla scuola di disegno del prof. Paolo Emilio Stasi a Spongano. Lo Stasi, avvedendosi del talento, lo raccomandò per l'iscrizione al Real Istituto di Belle Arti di Napoli dove fu ammesso (nonostante la volontà avversa dello zio prete) e frequentò con profitto i corsi di Gioacchino Toma e dello scultore Stanislao Lista. Frequentò successivamente gli studi d'arte di Domenico Morelli e di Filippo Palizzi, che riposero in lui molta stima.
Dopo un inizio non facile in un ambiente competitivo e non privo di avversità, si specializzò con grande tenacia nella tecnica del pastello, da poco diffusasi a Napoli. Secondo la tradizione biografica, Casciaro fu specificamente ispirato a questa tecnica dopo averne visto alcune prove magistrali di Francesco Paolo Michetti.
Il debutto avvenne nel 1887, quando presentò undici paesaggi alla mostra annuale della Promotrice napoletana "Salvator Rosa". L'anno seguente ne presentò altri dodici e da allora adottò in maniera quasi esclusiva il pastello, mezzo espressivo col quale diede prova di una particolare abilità.
Napoletano d'adozione ed icona della pittura napoletana, Casciaro era considerato uno dei migliori, se non il migliore, tra i pastellisti italiani, unendo alla tradizione della Scuola di Posillipo ed alla lezione di Resina, le influenze naturaliste ed impressioniste francesi. A differenza di molti artisti contemporanei trovó, fin dalle sue prime apparizioni, grande consenso di pubblico sia in Italia che all'estero, dal momento che la sua pittura di paesaggio era estremamente peculiare, e di potente ispirazione: addirittura molti arrivarono a parlare di Casciaro come "fondatore di un genere".

### Le esposizioni
Dopo aver debuttato con successo alle esposizioni di Palermo, Roma, Torino e Milano,  si affermò rapidamente all'estero con una particolare presenza a Parigi, Anversa, Bruxelles, Berlino, Monaco, Montecarlo, Vienna, Madrid e Barcellona, e facendo incetta di premi e riconoscimenti, come le medaglie d'oro all'Esposizione Universale di Digione nel 1898, all'Esposizione Internazionale di Atene nel 1903 o a quella di Monaco di Baviera nel 1909.
Negli anni Novanta dell'Ottocento partecipò regolarmente ai Salon de Paris, vinse una importante medaglia d'oro nell'edizione del 1893 e strinse una collaborazione con la celebre Maison Goupil, da cui scaturì anche la celebre mostra personale alla Galerie des Champs Elysées del 1896.
Giuseppe Casciaro partecipò quasi ininterrottamente alla Biennale di Venezia dalla prima edizione del 1895 fino al 1932, con un'unica eccezione nel 1926. L'esposizione del 1910 fu particolarmente significativa perché Casciaro vi espose, come capofila della Scuola napoletana, una corposa raccolta di opere con le quali portò all'attenzione del grande pubblico i paesaggi intonsi dell'Irpinia. A tale occasione risale la nomina della Corona a Commendatore, dopo quella ottenuta anni addietro a Cavaliere. Altre partecipazioni costanti furono alla Promotrice "Salvator Rosa" di Napoli, alla Esposizione annuale degli "Amatori e Cultori d'arte" di Roma, alla Permanente di Milano, alle Quadriennali di Torino, e successivamente alle Biennali di Napoli e Roma.
Particolare rilievo assunsero l'Esposizione italiana di Montenegro del 1910, in cui gli fu riservata una esposizione personale, e l'Esposizione di Barcellona del 1911, in cui il maestro di Ortelle fu Delegato Ufficiale del Governo Italiano e curó la decorazione delle sale italiane.
Volgendo uno sguardo alle gallerie private italiane, meritano una menzione le grandi mostre personali di Giuseppe Casciaro a Milano e Genova del 1917-1918 e quelle di Napoli, Torino e Milano del 1925-1926. Ulteriori significative personali sono da ascrivere all'attività espositiva promossa dal giornale "Fiamma" tra il 1923 ed il 1931.

### Ruoli accademici
Giuseppe Casciaro è stato professore onorario delle Accademie di Urbino e Bologna, e socio corrispondente per le Accademie di Vienna, Anversa e Brera, nonché membro onorario dell'Accademia Albertina di Torino e dell'Accademia di San Luca a Roma.
A Napoli fu professore onorario e membro del consiglio di presidenza della Real Accademia di belle arti di Napoli. In questa veste raggiunse una notevole fama tra gli studenti, che lo consideravano un modello: molto numerosi furono i giovani pittori che si avvicinarono a lui, lo frequentavano e lo seguivano nelle sue uscite. Ugualmente, molto numerosi furono anche i tentativi di emulazione.
Vi fu un tempo in cui, per i giovani artisti meridionali, passare per la scuola di Casciaro era quasi un must, una necessità curriculare, oltre che un vanto. Tra i giovani più vicini al maestro di Ortelle ricordiamo Michele Palumbo, Vincenzo Ciardo, Carlo Verdecchia, Franco Girosi, Vincenzo Colucci, Ennio Marzano, Rita Franco, Fausto Pratella, Guido Di Renzo e molti altri.

### Maestro della Regina
Nel 1906 presentò all'Esposizione internazionale di Milano un vasto ciclo di opere denominato "Castro e dintorni", che riscosse notevole apprezzamento. In tale occasione ebbe modo di conoscere personalmente le altezze reali Vittorio Emanuele III ed Elena del Montenegro. I Reali,  che ben conoscevano la fama del Casciaro e già possedevano alcune sue opere, lo invitarono a diventare maestro di pittura della Regina Elena, essendo quest'ultima una particolare estimatrice del genere.
Cominciò così un legame pluridecennale tra i Savoia ed il maestro di Ortelle, che gli valse ulteriore popolarità e reputazione e di cui restano preziose testimonianze nei pastelli di Racconigi e San Rossore.

### Paesaggio casciariano
L'opera di Giuseppe Casciaro, caratterizzata da una produzione abbondantissima, affonda le radici nella tradizione gigantiana, ma si distanziò sostanzialmente dalla pittura stereotipata o di costume allora in voga. L'artista, popolare nei paesaggi en plein air carichi di lirismo e devozione verso la natura poco antropizzata, mantenne un costante gusto estetico e d'osservazione del vero, pur cogliendo e cercando di rispondere al bisogno di modernità che da più parti aveva introdotto al Novecento.
Storico membro del Circolo Artistico Politecnico di Napoli, legato da rapporti di amicizia alla maggior parte dei pittori napoletani a lui coevi (Antonio Mancini, Vincenzo Gemito, Vincenzo Volpe, Attilio Pratella, Nicolas De Corsi, Giuseppe De Sanctis, Vincenzo Caprile, Gaetano Esposito, Vincenzo Irolli etc.), fu pure in contatto con ambienti artistici ben più lontani e disparati: tra gli altri, il movimento divisionista, la Secessione di Monaco e la Secessione di Roma.
Mecenate e cultore d'arte egli stesso, non di meno si spese per promuovere gli artisti più giovani attraverso iniziative di aggregazione collettiva.
Nel 1912-1913 appoggiò le esposizioni nazionali del Comitato Nazionale Artistico Giovanile di Napoli, movimento che condensava molte istanze di rinnovamento anti-accademiche ed in cui orbitavano alcuni suoi allievi.
Nel 1927-1929 fu leader del movimento artistico noto come Gruppo Flegreo, un aggregato di artisti che trovò sede ed unità proprio a Villa Casciaro, e che tentò di impostare un riordino delle tendenze possibili nel Meridione d'Italia. Di questo movimento fu iconica l'esposizione unitaria allestita al Maschio Angioino nel 1928, un anno prima dell'avvento delle Sindacali Fasciste.

#### I luoghi
La produzione pittorica di Giuseppe Casciaro raffigura quasi esclusivamente il paesaggio meridionale, con particolare attenzione alle marine, alla macchia alberata ed a certe campagne di particolare ispirazione. Residente sulla collina del Vomero a Napoli, produsse moltissimo nel capoluogo partenopeo e nella campagna circostante, presso le isole di Ischia e Capri, in Irpinia (Nusco) nonché nelle native zone di Ortelle e Castro, in Salento.

### Gli ultimi anni
Nel 1929 Casciaro fu candidato alla Reale Accademia d'Italia, oggi Accademia dei Lincei.
Nel primo Novecento le correnti artistiche emergenti avevano preso grande distanza dalla pittura tradizionale: l'avvento del fascismo e l'avversione al passatismo non furono elementi favorevoli alla critica del periodo, che infatti condusse ad una storicizzazione sommaria e superficiale della pittura napoletana. 
Ciononostante Casciaro rimase fino all'ultimo un riferimento autorevole del panorama artistico, coordinando varie esposizioni anche sindacali, continuando ad esporre e raccogliendo nuovi incarichi ed onorificenze.
Uomo di carattere, ebbe modo di partecipare alla mostra d'arte coloniale di Napoli del 1934 e per l'occasione partì per la Libia, dove realizzò un ciclo di opere. 
La frequentazione delle coste salentine, assidua in giovinezza, si ripropose con significatività all'inizio degli anni Trenta.

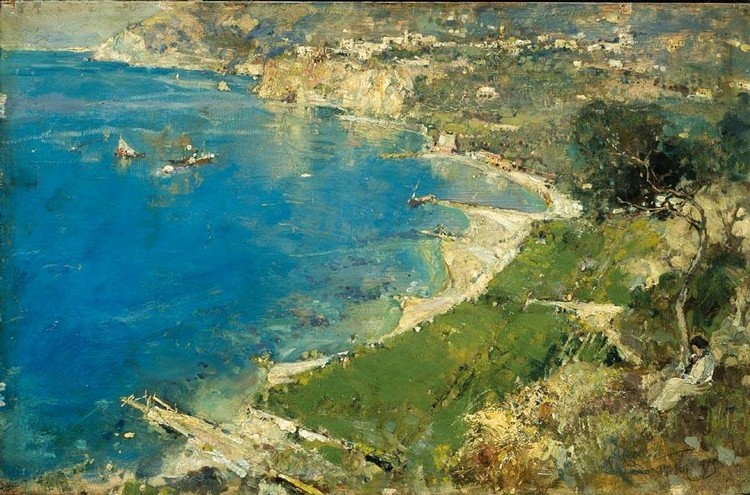
Sejano di Vico Equense (1915)

### Quadreria Casciaro
Molto nota era la sua raccolta d'arte, così ricca da essere censita all'epoca tra i musei e le collezioni private di interesse nazionale. La collezione includeva un ricchissimo spaccato della storia recente dell'arte napoletana e non, con opere in gran numero di Filippo Palizzi, Domenico Morelli, Giacinto Gigante, Antonio Mancini, Edoardo Dalbono, Francesco Paolo Michetti, Federico Rossano, Vincenzo Gemito e tanti tanti altri. Smembrata ed in parte dispersa sul mercato dopo la morte del Maestro nel 1941, della collezione sopravvivono dei censimenti parziali, numerose testimonianze giornalistiche e l'aura quasi leggendaria.

## Opere in musei e collezioni
Le opere di Casciaro sono tuttora molto presenti nel mercato antiquario italiano ma è facile trovarne anche in Europa e nelle Americhe. Opere di Casciaro sono conservate alla National Gallery of Art di Washington, nei musei di Belle Arti di Buenos Aires e Lima, nel Museu Nacional d'Art de Catalunya a Barcellona, presso la Quadreria del Quirinale a Roma.
Molti musei italiani focalizzati sull'Ottocento posseggono i suoi pastelli; uno dei nuclei più corposi si trova presso la Galleria d'arte moderna Ricci Oddi di Piacenza. Molte opere si trovano anche presso fondazioni e patrimoni artistici di istituti bancari. Qui di seguito un elenco non esaustivo dei principali musei italiani che ne posseggono opere:
- Museo d'arte moderna e contemporanea di Varese
- Galleria d'arte moderna Giannoni, Novara
- Galleria Internazionale d'arte moderna di Venezia
- Gabinetto dei disegni del comune di Milano
- Quadreria dell'Ospedale Maggiore, Milano
- Galleria civica di arte moderna e contemporanea di Torino
- Galleria nazionale d'arte moderna Ricci Oddi, Piacenza
- Pinacoteca civica di Ascoli Piceno
- Quadreria del Quirinale, Roma
- Galleria d'arte moderna e contemporanea di Roma
- Museo dell'Ottocento, Pescara
- Museo di Palazzo Pistilli, Campobasso
- Museo Pignatelli, Napoli
- Museo e Real bosco di Capodimonte, Napoli
- Museo del Novecento, Napoli
- Galleria dell'Accademia, Napoli
- Patrimonio artistico dell'università Suor Orsola Benincasa, Napoli
- Pinacoteca metropolitana di Bari
- Galleria nazionale di Puglia, Bitonto
- Museo Castromediano, Lecce
- Museo civico di Barletta

## Riconoscimenti
A Sejano, frazione di Vico Equense, fu posta nel 1962 una targa che ricorda, con le parole del poeta Ferdinando Russo, la figura di Giuseppe Casciaro.
«In questa villa sostò a lungo / Giuseppe Casciaro / ispirandosi ai sereni orizzonti / di Sejano ...»
Nel 1965 il Circolo Artistico Politecnico di Napoli depose un'altra targa all'ingresso del Villino Casciaro, in via Luca Giordano a Napoli.
«Qui visse e morì il 25 ottobre 1941 Giuseppe Casciaro, maestro del colore che dall'incanto del paesaggio trasse motivi di georgica bellezza»
Al Casciaro sono stati dedicati vari concorsi di pittura: a Vico Equense, al Circolo Artistico Politecnico di Napoli e nel nativo comune di Ortelle.
I comuni di Roma, Castel Volturno, Ischia, Napoli, Vico Equense, Nusco, Lecce, Calimera, Poggiardo, Casarano e Ortelle gli hanno dedicato una via.
Giuseppe Casciaro fu anche nominato cittadino onorario del Comune di Nusco con delibera del 31 dicembre 1910.

## Curiosità
1. Nonostante Casciaro sia nato senza alcun dubbio il 9 marzo 1861 (come comprovato dall'atto di nascita presso l'Archivio di Stato di Lecce), diverse fonti riportano un anno di nascita diverso. Questo equivoco è stato probabilmente originato da un errore (1862) all'interno della monumentale opera del De Gubernatis sugli artisti italiani viventi, pubblicata nel lontano 1889, e soprattutto da un secondo errore (1863) all'interno dell'opera del Giannelli sugli artisti napoletani viventi, pubblicata nel 1916 e dalla quali moltissimi autori successivi hanno attinto e trascritto. Anche la data di morte è stata oggetto di equivoci: sebbene gli articoli coevi la confermano indiscutibilmente al 25 ottobre 1941, qualcuno riferiva il 1945. In questo caso la ragione è probabilmente da attribuire alla confusione che si ebbe in quei giorni, a causa della contemporaneità con alcuni gravi eventi bellici nella città di Napoli.
2. Nel 1992 la casa d'aste Christie's di Roma ha battuto un Casciaro per 25 milioni di lire, che ad oggi risulta essere l'aggiudicazione più alta mai registrata.